# Clive Donner
Clive Donner (West Hampstead, Londres, 21 de janeiro de 1926 — Londres, 7 de setembro de 2010) foi um cineasta inglês.
Dirigiu a comédia What's New Pussycat?, de 1965. Lançou atores como Alan Bates, David Hemmings e Ian McKellen nos anos 1960. 
Era casado com Jocelyn Richards (falecida em 2007) desde 1968. 

## Filmografia seleccionada
- The Purple Plain (1954) (editor)
- The Secret Place (1957)
- Heart of a Child (1958)
- The Sinister Man (1961)
- Some People  (1962)
- The Caretaker  (1963)
- Nothing But the Best  (1964)
- What's New Pussycat? (1965)
- Here We Go Round the Mulberry Bush (1967)
- Luv (1967)
- Alfred the Great  (1969)
- Vampira  (1974)
- Spectre  (1977)
- The Three Hostages  (1977)
- The Nude Bomb (1980)
- Charlie Chan and the Curse of the Dragon Queen (1981)
- A Christmas Carol  (1984)
- Merlin and the Sword (1985)
- Babes in Toyland  (1986)
- Stealing Heaven (1988)
- Charlemagne, le prince à cheval (1993)